# Пригороднє (Гвардійський міський округ)
Пригороднє (рос. Пригородное) — селище Гвардійського міського округу, Калінінградської області Росії. Входить до складу Гвардійського міського поселення.
Населення — 222 особи (2015 рік).

## Населення
| 2002 | 2010 | 2014 |
| ---- | ---- | ---- |
| 215  | ↗231 | ↘222 |